# شير شاه (كراتشي)
شير شاه هو حي في كراتشي باكستان، يقع على طول الضفة الشمالية لنهر لياري. يعد شير شاه موطنًا لمقبرة مورورو - وهي مقبرة شاسعة عمرها قرون. كما أنها موقع لبعض صناعة إعادة التدوير في كراتشي. في أكتوبر 2010 أطلق المسلحون البلوش النار على 13 عضوًا من المجتمع الناطق باللغة الأوردية في سوق لقطع الغيار.
في شير شاه هناك نقص في المياه في طريق المحمدي بلوك ب منذ العشر سنوات الماضية. لا توجد مياه للجمهور لأن مافيا الصهريج تمتلك الموارد المائية المبيعة. يوجد فقراء ولا يستطيعون شراء المياه للاستخدام اليومي. تنتمي للمنطقة عدد من النواب والسياسيين وقد فشلوا في حل هذه القضايا الأساسية لطريق محمدي بلوك ب بما في ذلك الصرف الصحي وهيكل الطرق.
توجد عدة مجموعات عرقية في بلدة كياماري بما في ذلك الناطقون باللغة الأوردية والسند والبنجاب والكشميريون والسريكيون والختون والبلوش والميمون والبهرة والإسماعيليون.
تم تسمية حي شير شاه وجسر شير شاه في مدينة كياماري في كراتشي على اسم شير شاه بخاري خراساني. تم تسمية منتزه شير شاه في واه كانت باكستان على شرف شير شاه.